# Русскій воєнний корабль… ВСЬО!
«Русскій воєнний корабль… ВСЬО!» —  українська поштова марка, випущена 23 травня 2022 року на згадку про знищення ворожого крейсера «Москва». Є логічним продовженням марки «Русскій воєнний корабль, іді… !». Випущена у двох номіналах: як марка «Русскій воєнний корабль… ВСЬО! Смерть ворогам!», F (для відправлень по Україні) та як марка «Русскій воєнний корабль… ВСЬО! Слава нації!», W (для відправлень за кордон). Маркові аркуші представлені трьома поштовими марками та трьома купонами до них.
Загальний наклад марки — 5 млн, близько 2 млн продано всього за 2 дні.

## Історія
12 квітня 2022 року «Укрпошта» ввела в обіг поштову марку, на якій художньо зображено відповідь захисника острова Зміїний, що її 24 лютого отримав окупаційний корабель на пропозицію здатися.
13 квітня, наступного дня після випуску поштової марки, стало відомо про успішну операцію Збройних сил України, в результаті якої флагман Чорноморського флоту РФ був уражений, а 14 квітня 2022 року потонув. 
Подія сприяла попиту на нову поштову марку та підштовхнула компанію анонсувати створення другої поштової марки серії з назвою «Русскій воєнний корабль... ВСЬО!», автором якої також став Борис Грох.
Урочисте спецпогашення відбулося в Києві  23 травня за участі Президента України Володимира Зеленського, Командувача ВМС ЗС України контрадмірала Олексія Неїжпапи та генерального директора Укрпошти Ігоря Смілянського. Дату обрано не випадково, адже 23 травня минуло 40 днів з моменту затоплення ворожого крейсера «Москва».

## Опис
Новий випуск включає купони, на яких зображена перша поштова марка «Русскій воєнний корабль, іді… !», та поштові марки з результатом роботи ЗСУ, що дає змогу у динаміці простежити історію окупаційного крейсера та його неминучий фінал. 
Також на поштових марках, крім назви випуску, у траурній рамці зафіксовано дату 14.04.2022 — трагічний день для Чорноморського флоту РФ.
Загальний наклад поштових марок «Русскій воєнний корабль… ВСЬО!» — 5 млн примірників (з номіналом F — 3 млн, з номіналом W — 2 млн). До поштових марок випущено конверт «Перший день», немаркований художній конверт та поштову картку. 

### Русскій воєнний корабль… ВСЬО!
| —                        |                |                |
| ------------------------ | -------------- | -------------- |
| Дата випуску             | 23 травня 2022 | 23 травня 2022 |
| Номер за каталогом       | № 1987         | № 1986         |
| Формат марки             | 40х28 мм       | 40,6х26 мм     |
| Формат маркового аркуша  | 109х109 мм     | 149х78 мм      |
| Кількість марок в аркуші | 3+3 купона     | 3+3 купона     |
| Тираж кожної марки       | 2 000 000      | 3 000 000      |
| Номінал марки            | W              | F              |
| Спосіб друку             | офсет          | офсет          |
| Автор                    | Борис Грох     | Борис Грох     |

## Продаж
23 травня стартував продаж поштової марки «Русскій воєнний корабль… ВСЬО!» у відділеннях по всій країні, крім окупованих на той час територій. Вже наступного дня її можна було придбати одразу на чотирьох онлайн-майданчиках.
Упродовж перших двох дні було реалізовано близько 2 млн поштових марок у відділеннях та онлайн.
Тираж активно використовувався у благодійних цілях: поштові марки «Русскій воєнний корабль… ВСЬО!» виставляли на українських та іноземних аукціонах, а також розігрували у соціальних мережах як приз за донат на підтримку ЗСУ.

## Поштові конверти

Поштовий конверт «Русскій воєнний корабль… ВСЬО!»
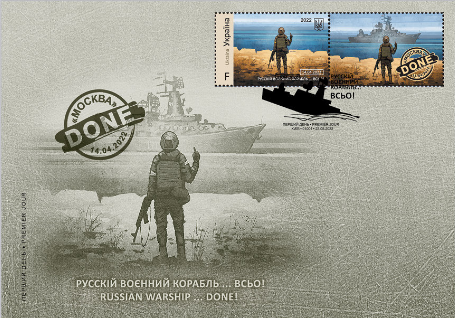
Поштовий конверт «Русскій воєнний корабль… ВСЬО!» зі спецпогашенням